# HMS E1
Pour les articles homonymes, voir E1.
Le HMS E1 (appelé HMS D9 au début de sa construction) est un sous-marin britannique de classe E, construit par l’arsenal de Chatham Dockyard pour un coût de 101 700 livres sterling. Sa quille fut posée le 14 février 1911. Il fut lancé le 9 novembre 1912 et mis en service le 6 mai 1913. Pendant la Première Guerre mondiale, il faisait partie de la flottille sous-marine britannique dans la mer Baltique.

## Conception
Les premiers sous-marins de la classe E britannique, du E1 au E8, avaient un déplacement de 652 tonnes à la surface et de 795 tonnes en immersion. Ils avaient une longueur hors tout de 55 m et un maître-bau de 6,92 m.
Ils étaient propulsés par deux moteurs Diesel Vickers huit cylindres à deux temps de 800 chevaux (600 kW) et par deux moteurs électriques de 420 chevaux (310 kW),.
Les navires de la classe E avaient une vitesse maximale en surface de 16 nœuds (30 km/h) et une vitesse en immersion de 10 nœuds (19 km/h), avec une capacité en carburant de 50 tonnes de gazole, leur donnant un rayon d'action de 2 802 nautiques (5 190 km) lorsqu’ils faisaient route à 10 nœuds (19 km/h). En immersion, ils avaient un rayon d'action de 74 nautiques (137 km) à 5 nœuds (9,3 km/h).
Les premiers bateaux du groupe 1 de la classe E étaient armés de quatre tubes lance-torpilles de 18 pouces (457 mm), un à l’avant, un de chaque côté au milieu du navire et un à l’arrière. Au total, ils emportaient huit torpilles à bord. Les bateaux du groupe 1 n’étaient pas équipés d’un canon de pont pendant la construction, mais ceux qui participèrent à la campagne des Dardanelles reçurent des canons montés à l’avant du kiosque pendant qu’ils étaient à l’arsenal de Malte.
Les sous-marins de la classe E avaient la télégraphie sans fil d’une puissance nominale de un kilowatt. Sur certains sous-marins, ces systèmes ont par la suite été mis à niveau à 3 kilowatts en retirant un tube lance-torpilles du milieu du navire. Leur profondeur maximale de plongée théorique était de 100 pieds (30 mètres). Cependant, en service, certaines unités ont atteint des profondeurs supérieures à 200 pieds (61 mètres). Certains sous-marins contenaient des oscillateurs Fessenden.
Leur équipage était composé de trois officiers et 28 hommes.

## Engagements
Le HMS E1 a été construit par l’arsenal de Chatham Dockyard. Sa quille fut posée le 14 février 1911. Il fut lancé le 9 novembre 1912 et mis en service le 6 mai 1913.
Pendant la Première Guerre mondiale, il a opéré avec le HMS E5 pour effectuer une reconnaissance dans le Skagerrak, en prélude à l’envoi de sous-marins en mer Baltique. Puis, le 15 octobre 1914, il quitte Gorleston-on-Sea avec le E9 pour une tentative (couronnée de succès) de pénétrer les défenses allemandes et d’entrer dans la Baltique. Le 18 octobre 1914, le E1 attaque sans succès le croiseur protégé SMS Victoria Louise dans la baie de Kiel. Mais sa torpille est réglée pour une trop grande profondeur, et la cible est manquée. Le 30 juillet 1915, il torpille et coule le dragueur de mines allemand SMS Aachen à l’est-nord-est d’Oestergarhsholme, en Allemagne. Le 19 août 1915, il torpille et endommage le cuirassé allemand SMS Moltke (23 000 tonnes) pendant la bataille du golfe de Riga.
La carrière du E1 a pris fin le 3 avril 1918 à l’extérieur d’Helsingfors (aujourd’hui Helsinki), à 1,5 nautique (2,8 km) au large du phare d'Harmaja dans le golfe de Finlande. Il a été sabordé par son propre équipage, de même que les E8, E9, E19, C26, C27, et C35 pour éviter sa saisie, dans leur avance, par les forces allemandes qui avaient débarqué à proximité.